# روسودان غوتسيريدز
روسودان غوتسيريدزي (الجورجية: გოცირიძე რუსუდან؛ ولدت في 8 فبراير 1975) هي أسقف الكنيسة الإنجيلية المعمدانية لجورجيا. وناشطة سياسية لحقوق المرأة. في عام 2014، تلقت غوتسيريدزي «جائزة المرأة الدولية الشجاعة».
تعتبر غوتسيريدزي هي الأسقف المعمدانية النسائية الأولى في جورجيا. كما أنها من مؤيدين سياسة تحقيق المساواة للمرأة. وقد تحدثت غوتسيريدزي العنف المادي الذي يلحق الأضرار بالمرأة، بدأت سلسلة من المناقشات بين المجموعات الدينية لمنع الخلافات ومساعدة الأقليات الدينية. كما أنها واحدة من أوائل أعضاء الطوائف الدينية في جورجيا لدعم حقوق المثليين علنا.
غوتسيريدزي تكلمت في المنتدى السادس للأمم المتحدة عن «قضايا الأقليات» وبالاخص الأقليات الدينية في جورجيا.